# Gao Song (basket-ball)
Pour les articles homonymes, voir Gao Song et Gao.
Dans ce nom chinois, le nom de famille, Gao, précède le nom personnel.
Gao Song (en chinois : 高颂), née le 16 avril 1992, dans la province du Heilongjiang, en Chine, est une joueuse chinoise de basket-ball. Elle évolue au poste d'ailière.

## Palmarès
- Championne d'Asie 2011